# Gærdesmutte
Gærdesmutten (latin: Troglodytes troglodytes) er en fugleart i gærdesmuttefamilien. Den måler 9,5-12 centimeter og er med sine 8-13 gram Danmarks næstmindste fugl efter fuglekongen. Gærdesmutten yngler i skove, parker og haver, oftest i tæt krat.

## Beskrivelse
Den er en lille brun fugl med en hale, der oftest er karakteristisk strittende. Man lægger tit mærke til fuglen på grund af dens kraftige klare sang, der kan høres hele året. Også dens tikkende eller snerrende kald høres ofte.
| Lyt til gærdesmuttens sang: |

### Eksempel på raceforskelle
Vingelængden for nominatformen af gærdesmutten, Troglodytes troglodytes troglodytes, der lever i Danmark er for hanner 4,8-5,2 centimeter og vægten er cirka 10 gram, mens den islandske underart, T. t. islandicus, har en vingelængde på 5,7-6,1 centimeter. Fugle fra Island kan om efteråret veje op til 20 gram.

### Sammenligning med andre fuglearter
Gærdesmutten har inklusive halen en totallængde på 10-11,5 centimeter, og når halen holdes opret, virker fuglen endnu mere kompakt. Vægten på cirka 10 gram er cirka den samme som for træløber, der dog er 12,5 centimeter lang.
Gærdesmuttens vægt er lidt større end hos halemejsen, der vejer 7-9 gram. Fuglekongen vejer 5-6 gram.

## Udbredelse
Gærdesmutten er en almindelig ynglefugl i Danmark med 300.000-500.000 par i 2000. Den optræder desuden som en meget almindelig trækgæst og vintergæst fra Skandinavien. De fleste danske fugle er standfugle. 
Gærdesmutten er i øvrigt udbredt i det meste af Europa og i dele af Asien. Nærtstående arter i Nordamerika har været betragtet som underarter.

## Føde
Gærdesmutter lever af insekter hele året. Derfor ser man dem sjældent ved fuglebrættet, og af samme grund er de sårbare over for længere frostperioder. Antallet af gærdesmutter er markant lavere i forår, der følger efter en isvinter.

## Ynglebiologi
Gærdesmuttens rede er ret speciel, da den er kuglerund med et indgangshul i siden. Den er omtrent på størrelse med en lille håndbold. Det er hannen, der bygger reden, og han bygger flere forskellige for at lokke hunner til. Jo flere og jo finere reder, des mere attraktiv er hannen. De øvrige reder benyttes til overnatning. Gærdesmutten har 1-2 kuld om året med 6-8 æg. Æggene ruges i 14-16 døgn, og efter klækningen fodres ungerne i 15-18 dage.